# 六角星
六角星，又稱六芒星，是指一種有六隻尖角，並以六條直線畫成的星星圖形，在施萊夫利符號中用{6|2}、2{3}、{{3}}或{6/2}表示，可以視為由兩個正三角形顛倒疊在一起，因此又稱為二複合正三角形，其交點是一個正六邊形。在猶太教、印度教、伊斯蘭教哈乃斐派和神秘主義的歷史、宗教和文化背景中，可以看見六芒星的踪影。

## 群論
在數學上，對於李群G2根系是在六角星的形式。

## 作圖方法
可以使用圓規和直尺繪製出六角星，作圖方法如同正六邊形一樣：
- 使用圓規先繪出任一半徑的圓圈。
- 在不改變圓規半徑的情況下，將圓規的立足點放在圓周上，找到新圓與第一個圓相交兩點的其中之一。
- 在最後一個點上找到立足點，同樣在圓周上找到第三個點，並重複直到標記了六個這樣的點。
- 使用直尺，在圓周上連接交替點以形成兩個重疊的等邊三角形。

## 幾何學
在幾何學中，六角星是邊自我相交的六邊形。
正六角星只有一種，其施萊夫利符號計為{6/2}，與所述第二數字差別在繪製六角星時頂點間隔數，而{6/3}則已退化成六個相交的二邊形，即十二條兩兩重疊且相交的線段，若計為{6/1}則為正六邊形，一般會省略後半只計{6}。
| 六角星{6/2} | 退化的六角星{6/3} | 兩種正六角星內接在正六邊形上 |

## 密鋪平面
六角星可以獨立密鋪平面：
| 六階六角星鑲嵌(6/2)6 |

## 起源和形狀
六角星可能是一個簡單的幾何形狀，例如像三角形，圓形，或方形，但六角星在不同民族中出現彼此沒有任何關係。

## 亞伯拉罕宗教

### 猶太人
六角星在此種用法中是猶太教和猶太身份的公認的象徵，也被通俗地稱為猶太星，或“大衛之星”。

### 穆斯林

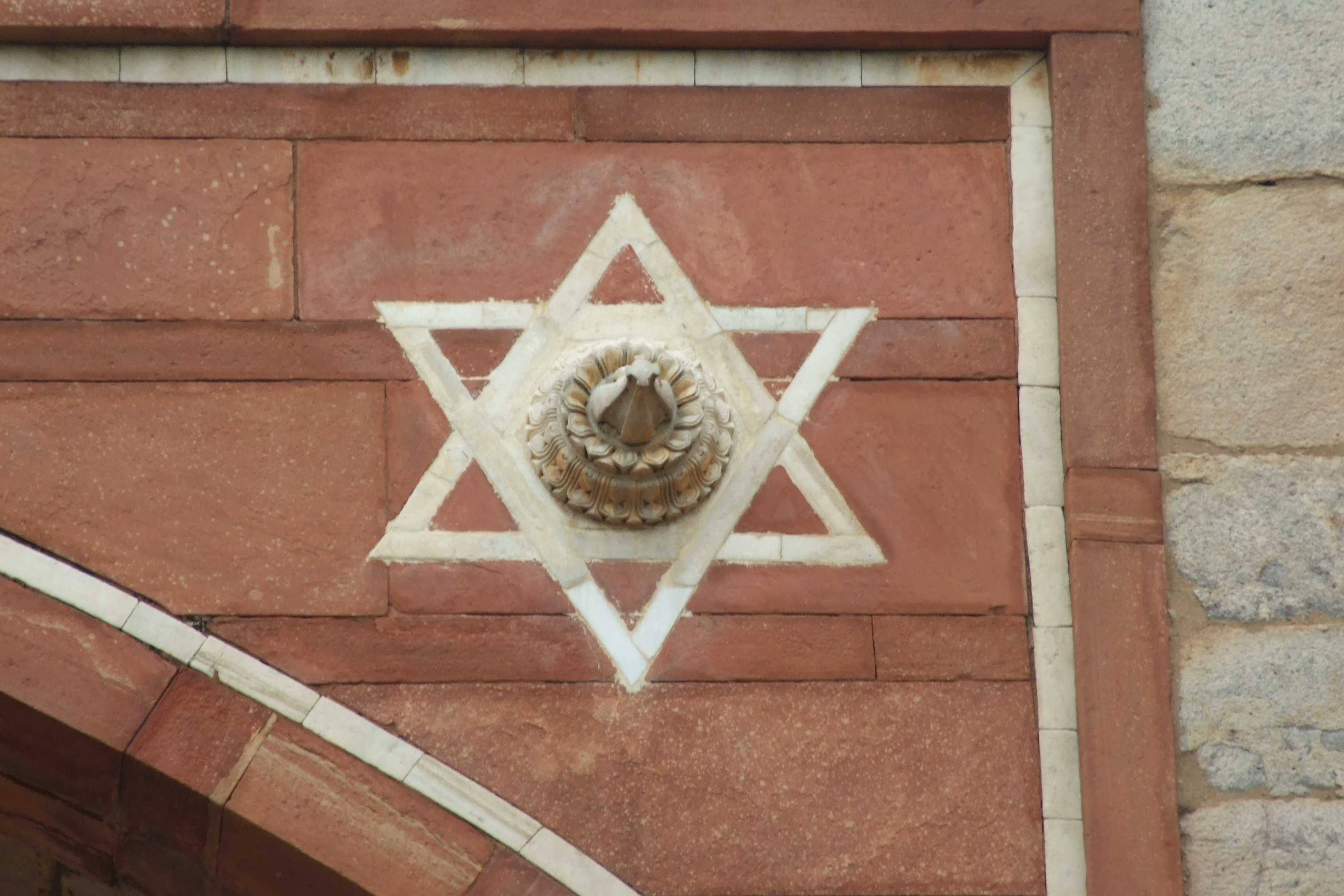
裝飾於胡馬雍陵上的六角星
海盜巴巴羅薩·海雷丁帕夏旗幟上的六角星
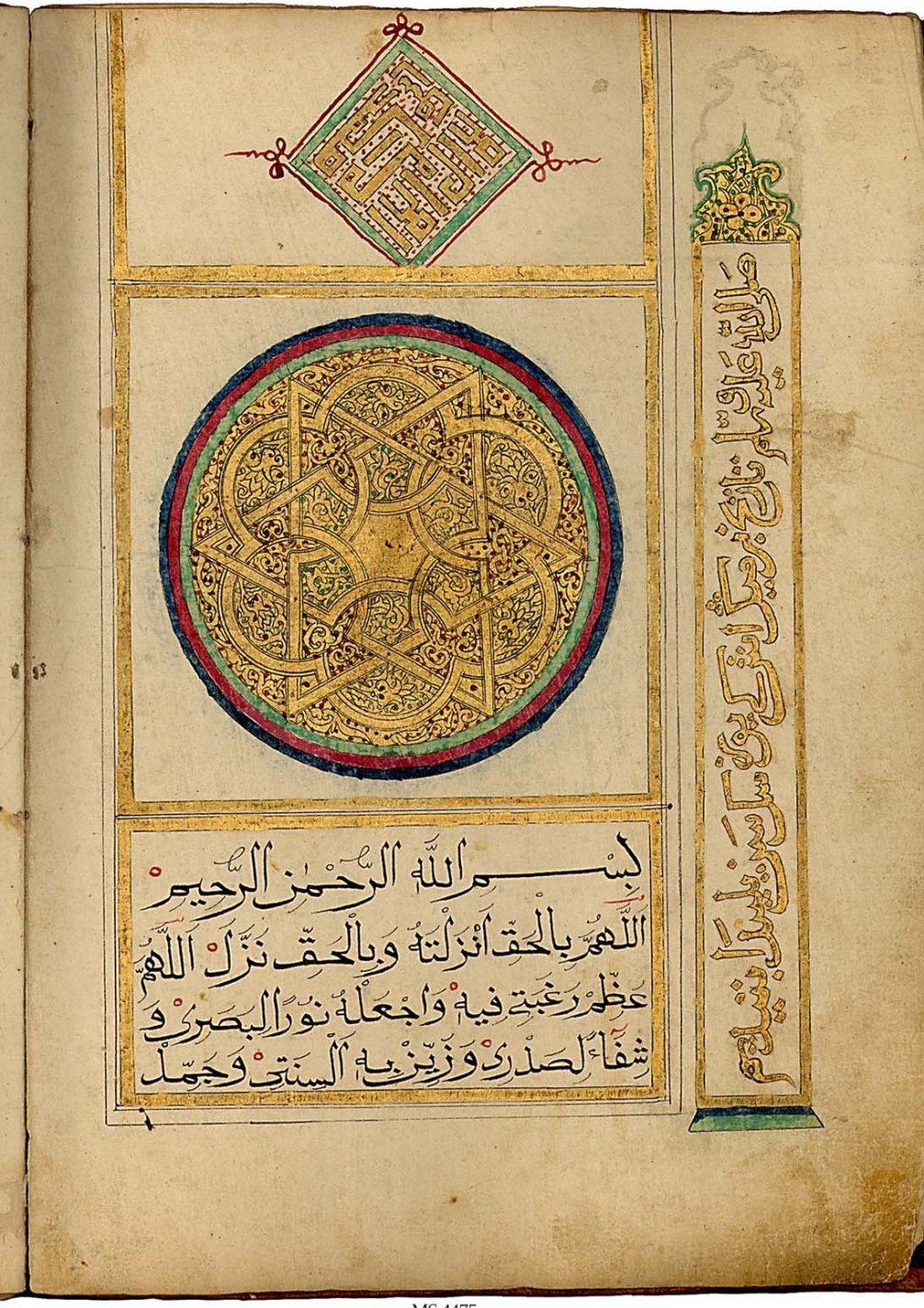
古蘭經上的六角星
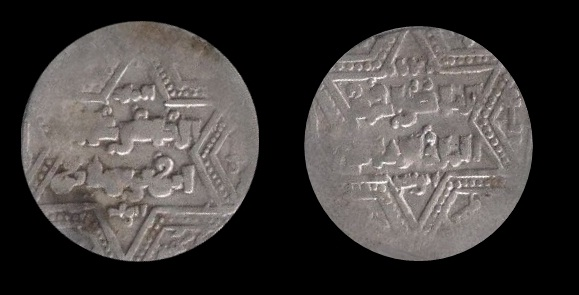
迪拉姆硬幣上的六角星
卡拉曼侯國的國旗上繪有六角星
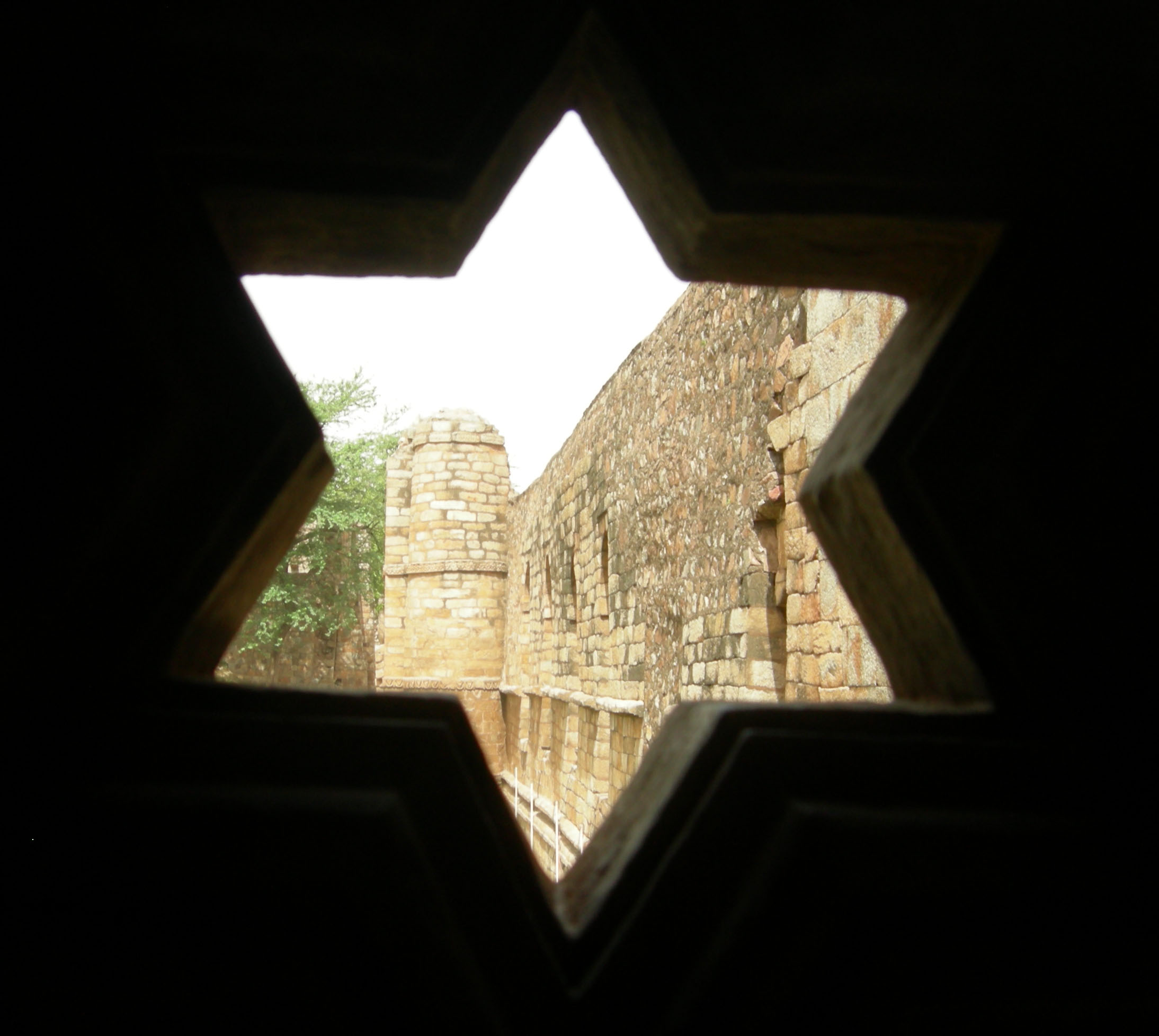
Hexagram in Islamic stonework at the Qutb complex, Delhi, India
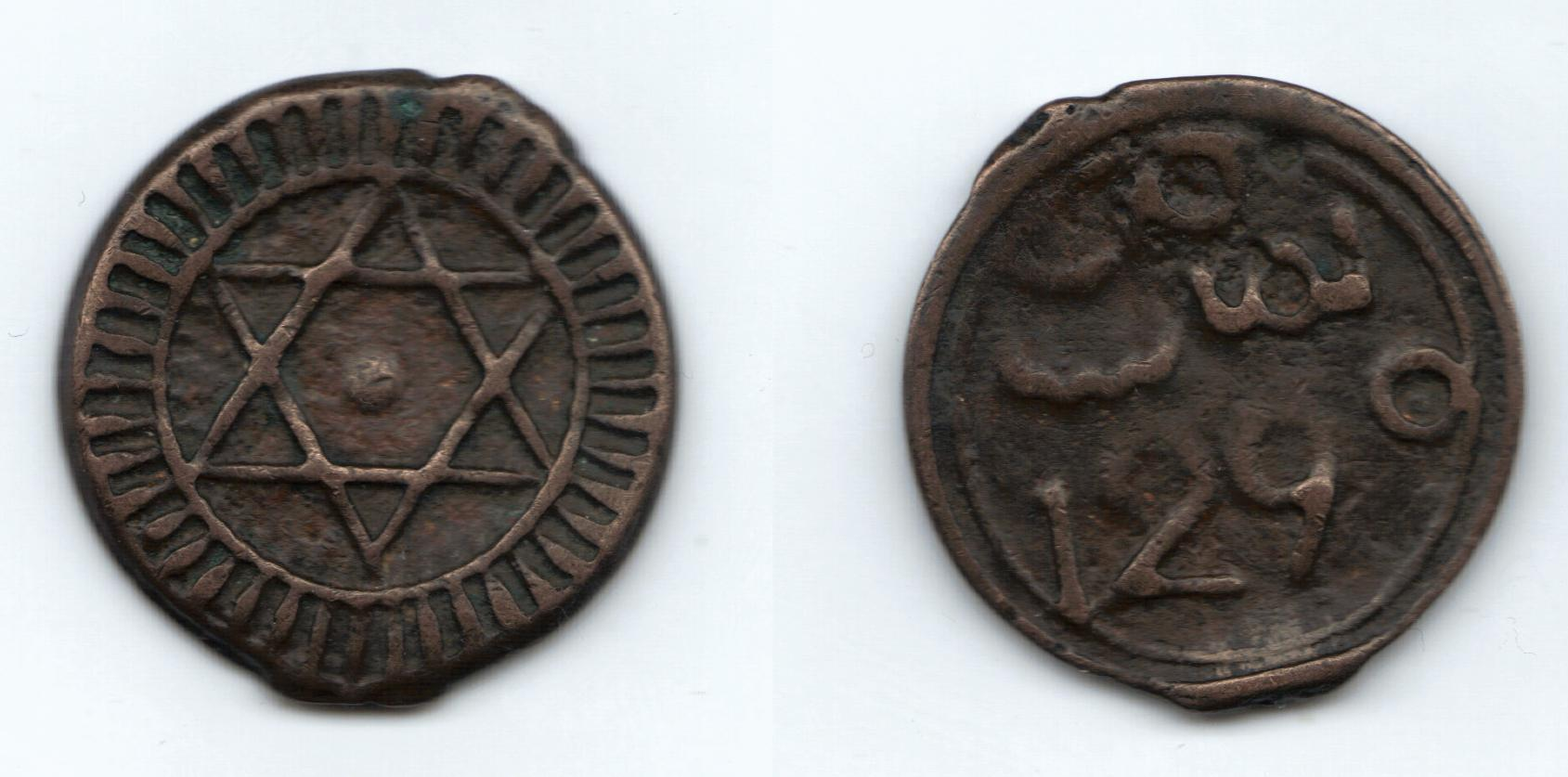
Hexagram on obverse of Moroccan 4 Falus coin (1873)
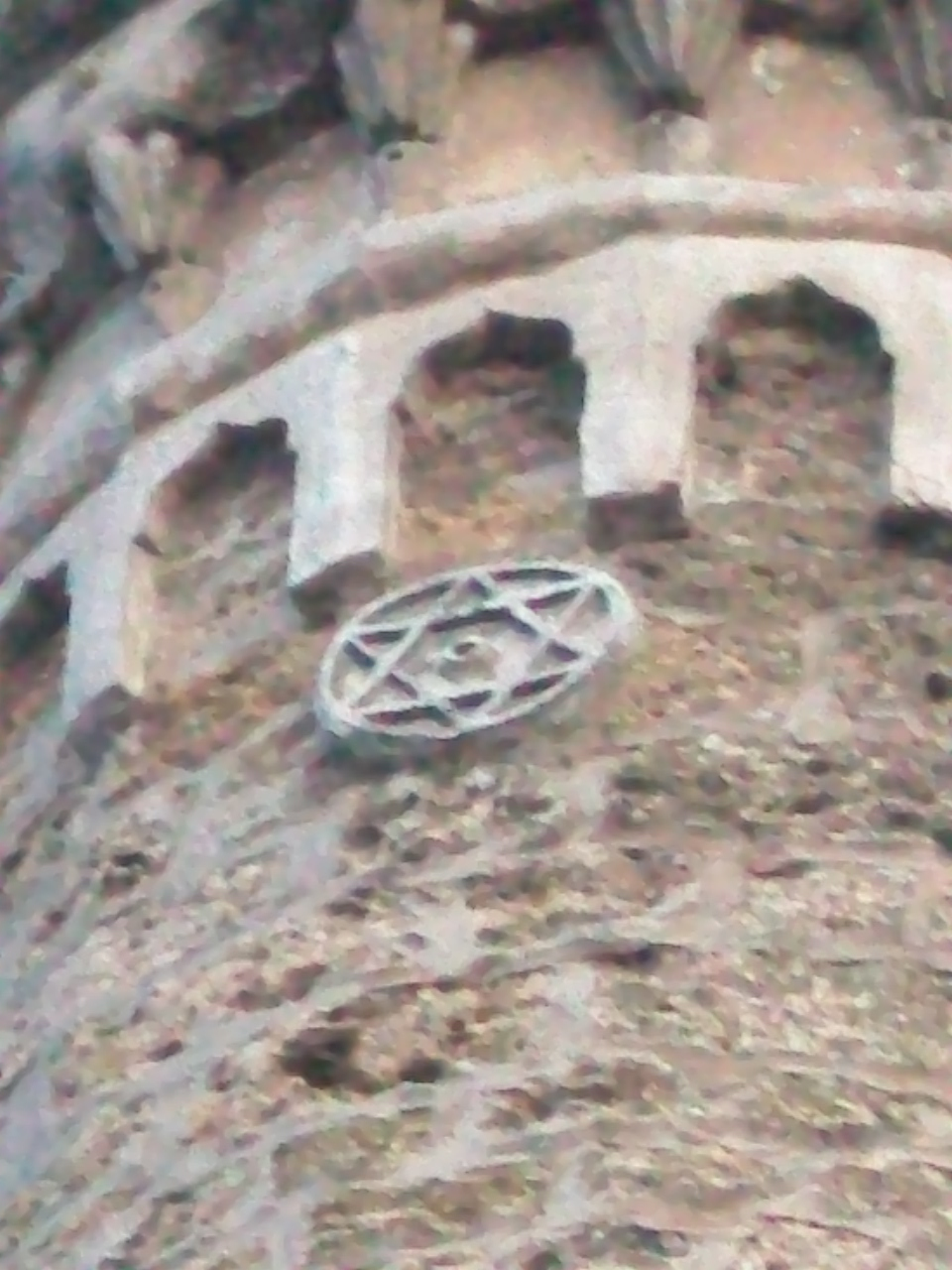
Hexagram on the Minaret of Arasta Mosque (Prizren)

## 其他六角星
其他六角星可以被構造為一個連續的路徑。
| 一筆劃六角星 | 兩種均勻星形多面體有六角星頂點圖 | 兩種均勻星形多面體有六角星頂點圖   | 一種星形多面體有六角星面   |                 |
| D2對稱群     | D3對稱群 點可遞                  | D3對稱群 點可遞                    | D3對稱群 邊可遞            | D3對稱群 邊可遞 |
| ------------ | -------------------------------- | ---------------------------------- | -------------------------- | --------------- |
|              | Ditrigonal dodecadodecahedron    | Great ditrigonal icosidodecahedron | Great triambic icosahedron |                 |

## 外部連結
- Hexagram （页面存档备份，存于） (MathWorld)
- The Archetypal Mandala of India
- Thesis from Munich University on hexagram as brewing symbol （页面存档备份，存于）